# Água Fria de Goiás
Água Fria de Goiás é um município brasileiro do interior do estado de Goiás, Região Centro-Oeste do país. Sua população, de acordo com estimativas do Instituto Brasileiro de Geografia e Estatística (IBGE), era de 5 451 habitantes em 2014. O município faz parte da Região Integrada de Desenvolvimento do Distrito Federal e Entorno desde 1998.

## História
Distrito do mesmo nome, foi emancipado do município de Planaltina pela Lei Estadual 10.399 de 30 de dezembro de 1987.